# Parodia meonacantha
Parodia meonacantha là một loài thực vật có hoa trong họ Cactaceae. Loài này được (Prestle) Hofacker mô tả khoa học đầu tiên năm 1998.